# Greenville (Géorgie)
Pour les articles homonymes, voir Greenville.
Greenville est une ville de Géorgie, aux États-Unis. Il s'agit du siège du comté de Meriwether.

## Démographie
| 1880 | 1900 | 1910 | 1920 | 1930 | 1940 |
| ---- | ---- | ---- | ---- | ---- | ---- |
| 490  | 815  | 909  | 760  | 672  | 683  |

| 1950 | 1960 | 1970  | 1980  | 1990  | 2000 |
| ---- | ---- | ----- | ----- | ----- | ---- |
| 733  | 726  | 1 085 | 1 213 | 1 167 | 946  |

| 2010 | - | - | - | - | - |
| ---- | - | - | - | - | - |
| 876  | - | - | - | - | - |